# Морнар (футбольный клуб)
«Морнар» (черног. Fudbalski klub Mornar Bar) — черногорский футбольный клуб из города Бар, выступающий в Первой лиге.
Команда основана в 1923 году. Домашние матчи проводит на стадионе «Тополица», вмещающем 6000 зрителей. Главное достижение команды — завоевание третьего места во Второй лиге в сезоне 2008/09. Данная позиция дала футболистам право участвовать в плей-офф за выход в высший дивизион. Соперником команды стал клуб «Езеро» (Плав), занявший в Первой лиге десятое место. Результат решающего матча — 2:1 в пользу «Морнара».
Дебютный сезон в Первой лиге оказался неудачным (10-е место). На этот раз уже игрокам «Морнара» предстояло отстаивать статус команды элитного дивизиона в плей-офф. Однако соперник — «Братство» (Циевна) — упустил свой шанс, и «Морнар» сохранил прописку в Первой лиге ещё на сезон. В сезоне 2010/11 «Морнар» вновь финишировал на 10 месте в Первой лиге, в матчах плей-офф уступил «Беране» и выбыл во Вторую лигу. В сезоне 2011/2012 финишировав вторым во Второй лиге пробился в стыковые матчи, где разгромил «Беране» и вернулся в Первую лигу.